# فندق يوغوسلافيا
فندق يوغوسلافيا وهو يعتبر من أقدم الفنادق الصربية فخامة. وهو في محافظة نيو بلغراد 

## التاريخ
حسب المفهوم الأصلي، الفندق كان اسمه بلغراد. المهندسين المعماريين المشهورين ملادين كازولارك، لافوساف هورفات، كائمير أوستروغفيك، ربحوا الجائزة الأولى في  المناقصة الأصلية عام 1947. بني الفندق على المشروع المعدل للمهندس المعماري لافوساف هورفات. 
تم فتحة في عام 1969 كواحد من أكبر الفنادق في المنطقة. وقد استخدم كمحل لإقامة الحفلات والزيارات الرسمية العليا التي تزور بلغراد. أشهر الأشخاص الذين زاروا الفندق هم 
- إليزابيث الثانية
- ريتشارد نيكسون
- جيمي كارتر
- يو ثانت
- فيلي برانت
- مهاريشي ماهش يوغي
- تينا ترنر
- نيل آرمسترونغ
- بز ألدرن

خلال قصف الناتو ليوغوسلافيا عام 1999، قصف الفندق بصاروخين، مما أدى إلى دمار الجناح الغربي. جزء من الفندق كان مملوكاً لزيلكو رازناتوفيتش، وقد استخدمه كثكنات لقواته العسكرية. جناح واحد فتح في 9 فبراير 2008 باسم جراند كازينو بلغارد